# Urobatis jamaicensis
Urobatis jamaicensis is een vissensoort uit de familie van de Urotrygonidae. De wetenschappelijke naam van de soort is voor het eerst geldig gepubliceerd in 1816 door Cuvier.